# Schottische Fußballnationalmannschaft der Frauen/Europameisterschaften
Der Artikel beinhaltet eine ausführliche Darstellung der schottischen Fußballnationalmannschaft der Frauen bei Europameisterschaften und den Qualifikationen dazu. Schottland nahm bereits an der ersten Qualifikation teil, zog aber 1989 zurück und nahm 1991 nicht teil. Zeitweise spielten die Schottinnen in der B-Kategorie, so dass keine direkte Möglichkeit bestand sich zu qualifizieren. Schottland konnte sich erstmals im September 2016 für die 2017 stattgefundene Endrunde qualifizieren, schied dort aber in der Vorrunde aus.

## Übersicht
| Jahr | Gastgeberland     | Teilnahme bis …    | Gegner                     | Ergebnis | Trainer      | Bemerkungen und Besonderheiten |
| ---- | ----------------- | ------------------ | -------------------------- | -------- | ------------ | --- |
| 1984 | keine Endrunde    | nicht qualifiziert |                            |          |              | In der Qualifikation an England gescheitert. |
| 1987 | Norwegen          | nicht qualifiziert |                            |          |              | In der Qualifikation wieder an England gescheitert.                                                                                                |
| 1989 | Deutschland       | zurückgezogen      |                            |          |              | Nach zwei Niederlagen in der Qualifikation zurückgezogen.                                                                                          |
| 1991 | Dänemark          | nicht teilgenommen |                            |          |              | |
| 1993 | Italien           | nicht qualifiziert |                            |          |              | In der Qualifikation erneut an England gescheitert.                                                                                                |
| 1995 | keine Endrunde    | nicht qualifiziert |                            |          |              | In der Qualifikation an Italien, Frankreich und Portugal gescheitert.                                                                              |
| 1997 | Norwegen/Schweden | nicht qualifiziert |                            |          |              | Als Teilnehmer der B-Kategorie keine Möglichkeit sich zu qualifizieren und Aufstieg in die A-Kategorie für die WM-Qualifikation verpasst.          |
| 2001 | Deutschland       | nicht qualifiziert |                            |          |              | Als Teilnehmer der B-Kategorie keine Möglichkeit sich zu qualifizieren und wieder Aufstieg in die A-Kategorie verpasst.                            |
| 2005 | England           | nicht qualifiziert |                            |          |              | In der Qualifikation als Gruppendritter an Titelverteidiger Deutschland und Tschechien gescheitert, das sich aber auch nicht qualifizieren konnte. |
| 2009 | Finnland          | nicht qualifiziert |                            |          |              | In der 3. Qualifikationsrunde aufgrund der Auswärtstorregel an Russland gescheitert.                                                               |
| 2013 | Schweden          | nicht qualifiziert |                            |          |              | In der Qualifikation in den Playoffs an Spanien gescheitert.                                                                                       |
| 2017 | Niederlande       | Vorrunde           | England, Portugal, Spanien |          | Anna Signeul | Gegner in der Qualifikation waren Island, Slowenien, Mazedonien sowie Belarus                                                                      |
| 2022 | England           | nicht qualifiziert |                            |          |              | In der Qualifikation an Finnland und Portugal gescheitert.                                                                                         |
| 2025 | Schweiz           | nicht qualifiziert |                            |          |              | In der Qualifikation im Play-off-Finale an Finnland gescheitert.                                                                                   |

## Die Turniere

### EM 1984
Für die erste Europameisterschaft hatten nur 16 Mannschaften gemeldet und die Einteilung der Qualifikationsgruppen erfolgte nach geographischen Gesichtspunkten. Die schottische Mannschaft traf daher in der Qualifikation auf England, Irland und Nordirland. Die Schottinnen gewannen in ihrem ersten Pflichtspiel mit 2:1 in Nordirland und dann mit 3:0 gegen Irland, verloren dann aber mit 0:4 das Heimspiel gegen England. Nach einem 1:1 in Irland und einem 3:0 gegen Nordirland, verloren sie in England mit 0:2. Damit waren sie als Gruppenzweite nicht für das Viertelfinale qualifiziert.

### EM 1987
In der Qualifikation für die zweite EM-Endrunde trafen die Schottinnen wieder auf die Gegner der vorherigen Qualifikation. Sie verloren beide Spiele gegen England, gewannen aber die anderen Spiele. Da England aber wieder alle Spiele gewann, reichte es für die Schottinnen erneut nur zum zweiten Platz.

### EM 1989
Diesmal sollten die Schottinnen gegen die Niederlande, Schweden und wieder Irland spielen. Nach einem 0:4 gegen die Niederlande und einem 1:2 gegen Irland zog Schottland aber die Mannschaft zurück. Die Spiele wurden daher aus der Wertung genommen.

### EM  1991
An der nächsten Qualifikation nahmen die Schottinnen nicht teil.

### EM 1993 in Italien
An der Qualifikation für die fünfte EM nahmen schon 23 Mannschaften teil, darunter auch wieder Schottland. Um sich für das Viertelfinale zu qualifizieren, musste Schottland in der Gruppenphase wieder gegen England und erstmals gegen Island spielen. Schottland verlor zum Auftakt zwar nur mit 0:1 in England, erreichte dann im Heimspiel gegen Island aber nur ein torloses Remis. Die beiden letzten Spiele wurden dann verloren, so dass am Ende nur der dritte und letzte Platz heraussprang.

### EM 1995
Bereits 1993 begann mit 29 Mannschaften die Qualifikation für die nächste Europameisterschaft, die wieder und letztmals ohne Endrunde ausgetragen wurde. Die Schottinnen traf auf Italien, Frankreich und erstmals Portugal. Sie verloren alle sechs Spiele und wurden wieder nur Gruppenletzte.

### EM 1997 in Norwegen
Im Herbst 1995 begann die Qualifikation für die nächste EM-Endrunde für die nun schon 34 Mannschaften gemeldet hatten und die erstmals mit acht Mannschaften ausgetragen wurde. Auf Grund der unterschiedlichen Spielstärke der gemeldeten Mannschaften wurde die Qualifikation in zwei Kategorien eingeteilt. Die 16 stärksten Mannschaften, zu denen Schottland nicht gehörte, spielten um die direkte Qualifikation, die 18 schwächeren Mannschaften um die Möglichkeit bei der nächsten Qualifikation in der höheren Kategorie zu spielen. Schottland gewann nur beide Spiele gegen die Färöer, gegen die erstmals gespielt wurde, und das Heimspiel gegen Wales. Die anderen Spiele gegen Belgien und Irland sowie in Wales wurden verloren. Damit konnte sich Schottland als Dritter nicht für die Relegation um den Aufstieg in die A-Kategorie qualifizieren.

### EM 2001 in Deutschland
In der Qualifikation für die EM 2001 spielten die Schottinnen wieder nur in der Kategorie B und hatten damit erneut von vornherein keine Chance sich zu qualifizieren. Sie mussten gegen Tschechien, wieder Irland und Kroatien antreten, gegen das erstmals gespielt wurde. Die Schottinnen gewannen vier Spiele, verloren aber in Kroatien und das letzte Gruppenspiel in Tschechien, wodurch die Relegationsspiele um den Aufstieg in die A-Kategorie für die Qualifikation zur Fußball-Weltmeisterschaft der Frauen 2003 verpasst wurden.

### EM 2005 in England
Für die EM 2005 wurde der Gastgeber erstmals vorab festgelegt und England erhielt den Zuschlag für die Austragung. Schottland hatte sich als Gruppensieger in der B-Kategorie der Qualifikation für die WM 2003 für die A-Kategorie qualifiziert und musste in der EM-Qualifikation nun in einer von vier Fünfergruppen erstmals gegen Titelverteidiger Deutschland, wieder Tschechien, die Ukraine und Portugal antreten. Die Schottinnen konnten nur die Heimspiele gegen Tschechien und die Ukraine sowie beide Spiele gegen Portugal gewinnen, verloren aber alle anderen Spiele und verpassten als drittbeste Gruppendritte die Playoffs. Unmittelbar nach Ende der Qualifikation übernahm die Schwedin Anna Signeul den Posten der Nationaltrainerin.

### EM 2009 in Finnland
Die EM 2009 fand in Finnland statt. Erstmals nahmen zwölf Mannschaften am Turnier teil. Geändert wurde auch der Qualifikationsmodus. Die 1. Qualifikationsrunde bestritten nur die 20 schwächsten Nationalmannschaften. Schottland musste erst in der zweiten Qualifikations-Runde eingreifen und traf in einer Fünfergruppe auf Dänemark, die Slowakei sowie wieder auf die Ukraine und Portugal. Schottland startete mit einem torlosen Remis gegen Portugal und verlor dann in der Ukraine. Im darauf folgenden ersten Spiel gegen die Slowakei gelang ein 3:0, wobei Julie Fleeting in ihrem 99. Länderspiel – ihr 100. folgte vier Tage später gegen Dänemark – ihr 100. Länderspieltor erzielte. Von den nächsten fünf Spielen konnten die Schottinnen nur die Spiele in Portugal und gegen die Slowakei gewinnen, verloren aber die anderen Spiele und wurden am Ende wieder nur Dritte. Diesmal waren sie aber als zweitbeste Dritte für die 3. Qualifikationsrunde qualifiziert. Hier trafen sie auf Russland und verloren zunächst das Heimspiel mit 2:3. Im Rückspiel gewannen sie zwar mit 2:1, aufgrund der Auswärtstorregel verpassten sie aber die Endrunde.

### EM 2013 in Schweden
Die EM 2013 fand zum zweiten Mal in Schweden statt. Wieder wurde die Qualifikation von den schwächeren Mannschaften begonnen, diesmal aber nur von den acht schwächsten Teams. Schottland musste wieder erst in der zweiten Runde eingreifen und wurde der Gruppe mit Frankreich zugelost. Weitere Gegner waren Wales, Irland und zum ersten Mal Israel. Die Schottinnen verloren nur die Spiele gegen Frankreich und gaben noch beim 2:2 im Heimspiel gegen Wales Punkte ab. Alle anderen Spiele wurden gewonnen. Damit waren sie am Ende Zweite und für die Playoffs qualifiziert. Hier trafen sie auf Spanien. Nach einem 1:1 im Heimspiel stand es auch in Spanien nach 90 Minuten 1:1, so dass das Spiel verlängert werden musste. In der Verlängerung brachte zunächst Kim Little die Schottinnen in der 98. Minute in Führung. Spanien gelang zwar fünf Minuten später der Ausgleich, damit wäre Schottland aber aufgrund der Auswärtstorregel immer noch qualifiziert gewesen. Dann gelang Verónica Boquete, die in der 119. Minute noch mit einem Strafstoß gescheitert war, in der Nachspielzeit der 3:2-Siegtreffer für Spanien. Damit verpasste Schottland erneut die Endrunde, während Spanien nach 16 Jahren wieder für diese qualifiziert war.

### EM 2017 in den Niederlanden

Startaufstellungen im ersten EM-Endrundenspiel der Schottinnen

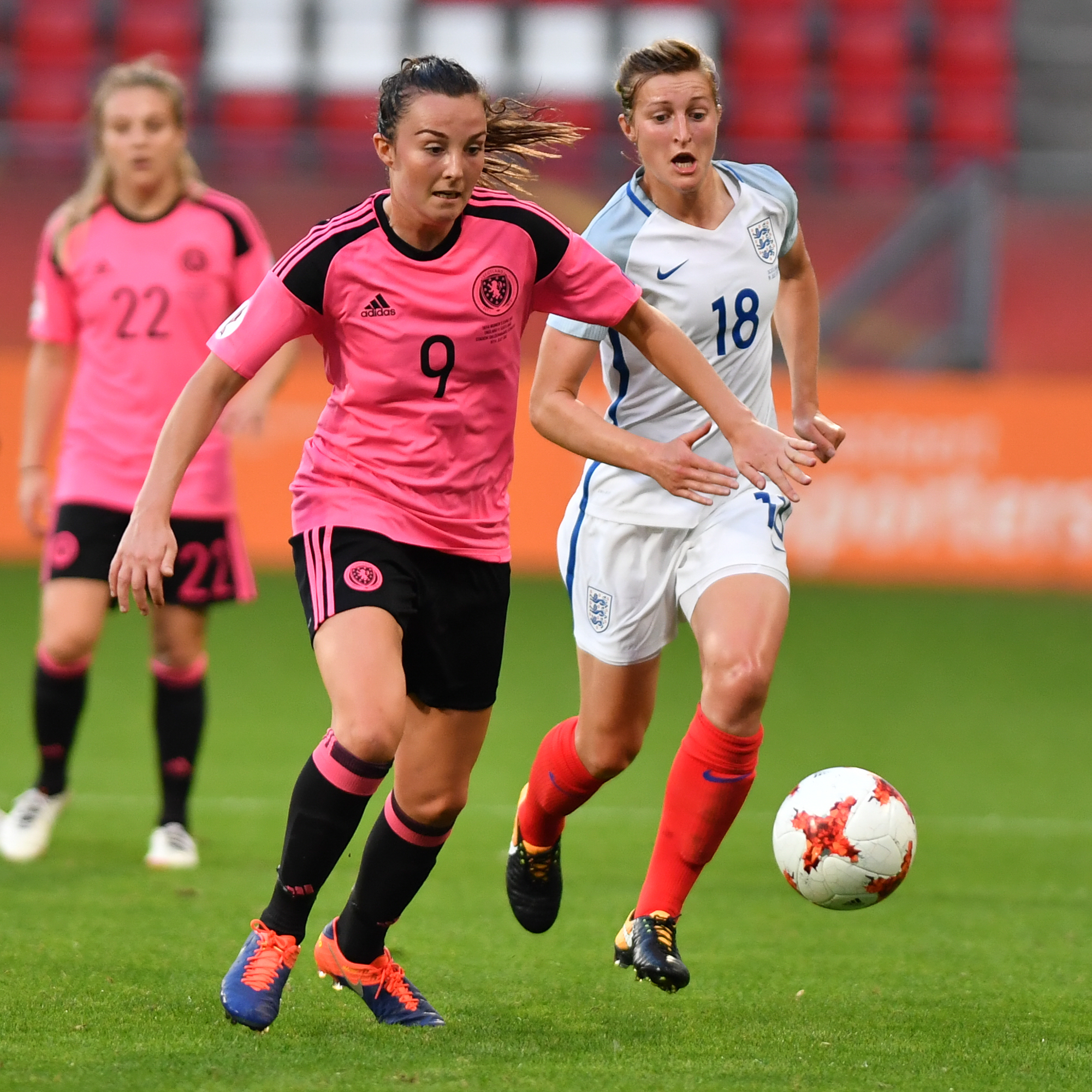
Szene aus dem ersten Spiel gegen England mit Caroline Weir und Ellen White (ENG).

Die EM 2017 fand in den Niederlanden und erstmals mit 16 Mannschaften statt. Schottland wurde für die Qualifikation in die Gruppe mit Island gelost und traf erstmals auf die Mannschaften von Slowenien und Mazedonien sowie Belarus. Schottland begann die Qualifikation mit fünf Siegen, verlor dann aber das Heimspiel gegen Island mit 0:4. Nach einem 1:0 in Belarus im Juni waren die Schottinnen bereits am 16. September aufgrund der Ergebnisse in den anderen Gruppen mindestens als einer der besten Gruppenzweiten erstmals für die Endrunde qualifiziert. Mit einem 5:0 in Island hätten sie am letzten Spieltag noch Gruppensieger werden können, es wurde aber nur mit 2:1 gewonnen. Damit waren die punktgleichen Isländerinnen aufgrund des direkten Vergleichs Gruppensiegerinnen. Mit zehn Toren gehörte Jane Ross zu den drei besten Torschützinnen.
Für die Auslosung der Endrundengruppen am 8. November 2016 wurden die Schottinnen Topf 3 zugeordnet und der Gruppe D mit dem Nachbarn England sowie Spanien und Portugal zugelost, das ebenfalls erstmals teilnahm. Im ersten Spiel gegen die Engländerinnen verloren sie mit 0:6, der bis dato höchsten Niederlage in einem EM-Endrundenspiel. Für die Engländerinnen war es zudem der erste Sieg bei einer EM-Endrunde mit mehr als einem Tor Differenz. Im zweiten Spiel gegen die Portugiesinnen verloren sie dann wieder, diesmal mit 1:2. Dennoch hatten sie aufgrund der anderen Ergebnisse noch die Chance sich für die K.-o.-Runde zu qualifizieren, benötigten dazu aber einen Sieg gegen Spanien mit zwei Toren Differenz und die Schützenhilfe der Engländerinnen, die im Parallelspiel gegen Portugal gewinnen mussten. Obwohl der Trainer der Engländerinnen die zuvor noch nicht eingesetzten Spielerinnen aufstellte, taten diese ihnen den Gefallen und gewannen gegen Portugal. Und auch den Schottinnen gelang erstmals ein Sieg gegen Spanien, aber nicht mit der benötigten Tordifferenz. Somit schieden sie nach der Gruppenphase aus. Mit dem letzten Spiel endete dann auch die Amtszeit von Anna Signeul, die die Schottinnen in 161 Spielen gecoacht hatte und schon vor der Endrunde ihren Wechsel nach Finnland bekannt gegeben hatte. Zudem traten Rekordnationalspielerin Gemma Fay, Leanne Ross und Ifeoma Dieke aus der Nationalmannschaft zurück.

### EM 2022 in den England
Die Schottinnen hatten unter Shelley Kerr, die nach der letzten EM den Posten der Nationaltrainerin übernommen hatte, 2019 erstmals an einer WM-Endrunde teilgenommen, waren dort aber unglücklich durch ein Tor in der vierten Minute der Nachspielzeit gegen Argentinien ausgeschieden.
In der Qualifikation für die eigentlich für 2021 terminierte EM-Endrunde trafen die Schottinnen auf Finnland, Portugal, Albanien und erstmals auf Zypern. Sie starteten mit einem 8:0 gegen Zypern und legten ein 5:0 in Albanien nach. Dann warf die COVID-19-Pandemie alle Planungen über den Haufen, für April und Juni 2020 terminierte Spiele mussten ebenso wie die Endrunde verschoben werden. Erst im Herbst konnte die Qualifikation fortgesetzt werden. Die Schottinnen setzten nach der Pandemie-bedingten Pause die Qualifikation mit einem 3:0-Heimsieg gegen Albanien fort, verloren vier Tage später aber in Finnland mit 0:1 und auch einen Monat später in Portugal mit 0:1. Da dann am 1. Dezember das Heimspiel gegen Finnland ebenfalls mit 0:1 verloren wurde, hatten die Schottinnen keine Chance mehr sich für die Endrunde zu qualifizieren. Am Heiligabend trat Shelley Kerr deshalb als „National Team Head Coach“ zurück. Für die beiden letzten Spiele im Februar 2021 übernahm Stuart McLaren als Interimscoach den Posten. Nach fast drei Monaten ohne Länderspiel konnten die Schottinnen in Zypern mit 10:0 gewinnen, verloren dann aber das letzte Heimspiel mit 0:2 gegen Portugal. Dabei ging es für die Portugiesinnen darum mit einem Sieg mit 14 Toren Differenz noch sicher einen Platz unter den besten drei Gruppenzweiten zu erringen, um die Play-offs zu vermeiden. Die Schottinnen hatten zwar die meisten Tore in ihrer Gruppe und die meisten pro Spiel aller nicht qualifizierten Mannschaften erzielt, aber alle Spiele gegen die beiden Erstplatzierten verloren.

### EM 2025 in der Schweiz
Die Qualifikation lief erstmals unter einem anderen Modus. Analog der UEFA Women’s Nations League wurde in drei Ligen gespielt, wobei sich nur die Gruppensieger und -zweiten der Liga A direkt für die Endrunde qualifizierten. Die Schottinnen hatten dagegen in Liga B nur die Möglichkeit, sich über die Play-offs zu qualifizieren. Dabei spielten die vier Gruppensieger und die zwei bestplatzierten Gruppenzweiten der Liga B in sechs Partien gegen die übrigen zwei Zweitplatzierten und die vier Drittplatzierten der Liga B. Die sechs Sieger zogen in die zweite Runde ein. Dort trafen sie auf einen Sieger aus den Spielen der Gruppendritten und -vierten der Liga A gegen die fünf Gruppensieger und die drei bestplatzierten Gruppenzweiten der Liga C. Die Schottinnen trafen in Liga B2 auf Serbien, die Slowakei und Israel. Nur beim torlosen Remis im ersten Spiel in Serbien gaben die Schottinnen einen Punkt ab und erreichten als Gruppensiegerinnen die Play-offs. Hier trafen sie im Halbfinale auf Ungarn und gewannen beide Spiele (1:0 und 4:0). Im Finale hatten sie gegen Finnland zunächst Heimrecht, erreichten aber nur ein torloses Remis. Das Rückspiel in Finnland wurde dann mit 0:2 verloren.

## Endrunden-Spiele
| Nr. | Datum      | Ergebnis | Gegner   | Austragungsort  | Anlass   | Bemerkung |
| --- | ---------- | -------- | -------- | --------------- | -------- | --- |
| 1   | 19.07.2017 | 0:6      | England  | Utrecht (NLD)   | Vorrunde | Höchste Niederlage bei einer EM-Endrunde, erster Sieg der Engländerinnen bei einer EM-Endrunde mit mehr als einem Tor Differenz |
| 2   | 23.07.2017 | 1:2      | Portugal | Rotterdam (NLD) | Vorrunde | Gemma Fay stellt mit ihrem 202. Länderspiel den Torhüterinnen-Weltrekord von Hope Solo ein.                                     |
| 3   | 27.07.2017 | 1:0      | Spanien  | Deventer (NLD)  | Vorrunde | Gemma Fay wird mit ihrem 203. und letzten Länderspiel alleinige Weltrekordhalterin, letztes Spiel unter Anna Signeul            |

## Negativrekorde
- Höchste Niederlage: Schottland – England 0:6
- Meiste Gegentore pro Spiel: 2,67